# Агамирова, Зохра Атиль кызы
Зохра Атиль кызы Агамирова (азерб. Zöhrə Atil qızı Ağamirova; род. 8 августа 2001, Баку) — азербайджанская гимнастка. Бронзовый призёр чемпионата Европы 2023 года в упражнении с мячом. Чемпионка Азербайджана (2016). Победительница IV и V Игр исламской солидарности. Двукратный серебряный призёр XXX летней Универсиады. Мастер спорта. Представляла Азербайджан на летних Олимпийских играх 2020 года.

## Биография
Зохра Агамирова родилась 8 августа 2001 года в Баку. В возрасте трёх лет мать Агамировой привела её на акробатику. В четыре года Зохра, посмотрев выступления гимнасток по телевизору, захотела заниматься художественной гимнастикой.
Окончила Азербайджанскую государственную академию физической культуры и спорта.
Тренерами являются Марианна Васильева, Евгения Виляева.
В 2015 году заняла первое место на чемпионате Баку. В этом же году завоевала серебро на международном турнире в Пловдиве в соревнованиях с обручем.
В 2016 году стала чемпионкой Азербайджана в многоборье и соревнованиях с лентой, серебряным призёром в соревнованиях с мячом и бронзовым — в соревнованиях с булавами. В этом же году на международном турнире «Мисс Валентина» в Тарту стала серебряным призёром в соревнованиях с булавами и  бронзовым — в соревнованиях с мячом, лентой и в многоборье. Также в 2016 году Агамирова выиграла открытый чемпионат Азербайджана в многоборье.
В 2017 году на турнире «Happy Cup» в Генте заняла первое место в многоборьбе, соревнованиях с обручем, булавами и лентой, а также взяла серебро в соревнованиях с мячом. В этом же году в составе команды заняла первое место на IV Играх исламской солидарности.
В 2018 году на турнире «Baltic Hoop» в Риге заняла второе место в соревнованиях с булавами.
2 марта 2019 года Международной федерацией гимнастики присвоено звание гимнаста мирового класса.
На 35-м чемпионате Европы по художественной гимнастике  заняла 6-е место в соревнованиях с обручем, и 8-е — в соревнованиях с булавами. В этом же году заняла второе место на XXX летней Универсиаде в Неаполе в соревнованиях с булавами и индивидуальном многоборье.
В сентябре 2019 года Зохра Агамирова выступила на чемпионате мира в Баку. В финале многоборья с четырьмя предметами набрала 78,725 балла и заняла четвертое место в группе «В», тем самым став обладательницей лицензии на Олимпийские игры в Токио.
26 декабря 2021 года присвоено звание мастера спорта Азербайджана.
На Олимпийских играх Агамирова начала своё выступление с исполнения композиции с мячом, за которую удостоилась 23,400 баллов. Затем она выполнила упражнение с обручем, за которое получила 23,000 балла, за упражнение с лентой Агамирова удостоилась 19,900 баллов. Последней стала композиция с булавами, оценённая в 21,500 баллов. В итоге, по сумме четырёх упражнений азербайджанская гимнастка набрала 87,800 и стала 18-й, не сумев пробиться в финал.
На V Играх исламской солидарности в Конье (Турция) завоевала золото в соревнованиях с булавой, лентой и в командном зачёте, серебряную медаль в соревнованиях с обручем, бронзовую медаль в соревнованиях с мячом.
Стала чемпионом Азербайджана 2022 года в соревнованиях с лентой, мячом и в многоборье, заняла второе место в соревнованиях с булавой и обручем.
В мае 2023 года пробилась в финал многоборья на домашнем чемпионате Европы, где заняла 7-е место. Также завоевала бронзовую медаль в выступлении с мячом.
На Летней Универсиаде 2021 в июле - августе 2023 года завоевала серебряную медаль в соревнованиях с булавой и обручем, бронзовую медаль в соревнованиях с лентой.
На турнире «AGF Trophy 2023» завоевала золотую медаль в соревнованиях с лентой, булавой, обручем, мячом,  в многоборье и командном зачёте.
На 34 международном Гран-при 2023 года в Тье (Франция) заняла 1 место в соревнованиях с булавой, 2-е место в соревнованиях с обручем, мячом и в многоборье.
Чемпионка Азербайджана 2023 года в соревнованиях с лентой, мячом, булавами, обручем и в многоборье.
Является членом спортивного клуба «Оджаг».
14 декабря 2024 во время международного турнира «Зимняя сказка» в Баку объявила о завершении спортивной карьеры.

## Государственные награды
- Медаль «100-летие Пограничной охраны Азербайджана (1919-2019)»[10]